# Klein-Plaspoelpolder
Het waterschap Klein-Plaspoelpolder was een waterschap in de gemeente Leidschendam, in de Nederlandse provincie Zuid-Holland. Door ontpoldering werd het waterschap opgeheven en bij Leidschendam gevoegd.
Het waterschap was verantwoordelijk voor de drooglegging en de waterhuishouding in de polder.